# Georgi Duchtew
Georgi Duchtew (wissenschaftliche Transkription: Georgi Duhtev, bulgarisch Георги Духтев; * 7. August 1885 in Warna; † 9. November 1955) war ein bulgarischer Landschaftsarchitekt und Leiter der Sofioter Garten- und Parkverwaltung (bulgarisch общинска служба "Градини и паркове") sowie des Gartenamtes in Burgas. Unter seiner Leitung entstanden der Borisgarten in Sofia und der Meeresgarten von Burgas.
Duchtew lebte in den letzten Jahren des 19. Jahrhunderts in Ewksinograd bei Warna, wo sich die Sommerresidenz des bulgarischen Zaren Ferdinand mit einem großen Park befand. Duchtew wurde in Warna geboren, zog dann aber mit seinen Eltern nach Sofia, wo er das renommierte Erste Knabengymnasium mit „sehr gut“ abschloss. Seine Leidenschaft zu exotischen Pflanzen ließ ihn im botanischen Garten von Sofia unerwartet mit Zar Ferdinand zusammenstoßen. Der Zar war so beeindruckt von den botanischen Kenntnissen des Jungen und seinem großen Interesse an der Natur und den Pflanzen, dass er ihn nach dem Abitur mit einem persönlichen Stipendium des Zaren zum Studium der Landschaftsarchitektur an die Höhere Obst- und Gartenbauschule ins österreichische Eisgrub (heute Lednice in Tschechien) schickte.
Diese höhere Gartenbaulehranstalt war die führende und ältesten Anstalt dieser Art im Kaiserreich. Sie war 1895 auf Initiative von Fürst Johann II. und der kaiserlich-königlich Gartenbaugesellschaft als erste Gartenbauschule gegründet worden. Obwohl seine Ausbildung als Vorbereitung zur Übernahme der Leitung der Park- und Gartenanlage in Ewksinograd dienen sollte, ging Duchtew nicht nach Warna zurück, sondern übernahm 1910 die Leitung des Gartenamtes in Burgas, wo er auch den Meeresgarten anlegte. Diese Parkanlage befindet sich im Stadtzentrum neben den Stadtstrand von Burgas.
1923 heiratete Duchtew in Burgas Elena Kalpaktschiew.
Ab 1934 leitete er in Sofia den Ausbau des Borisgartens in Sofia. Das alte Rosarium wurde erweitert und umfasste nun eine Fläche von 0,7 Hektar. Duchtew ließ 1400 neue veredelte Rosensorten anpflanzen. Um den Fischteich herum ließ er 1940 einen japanischen Garten anlegen. Die verwendeten japanischen Pflanzen waren ein Geschenk Japans, das während des Zweiten Weltkriegs als Achsenmacht freundschaftlich mit Bulgarien verbunden war.

## Weiteres
Duchtews Wohnhaus im Meeresgarten von Burgas steht als Baudenkmal unter Schutz.